# Wakhan

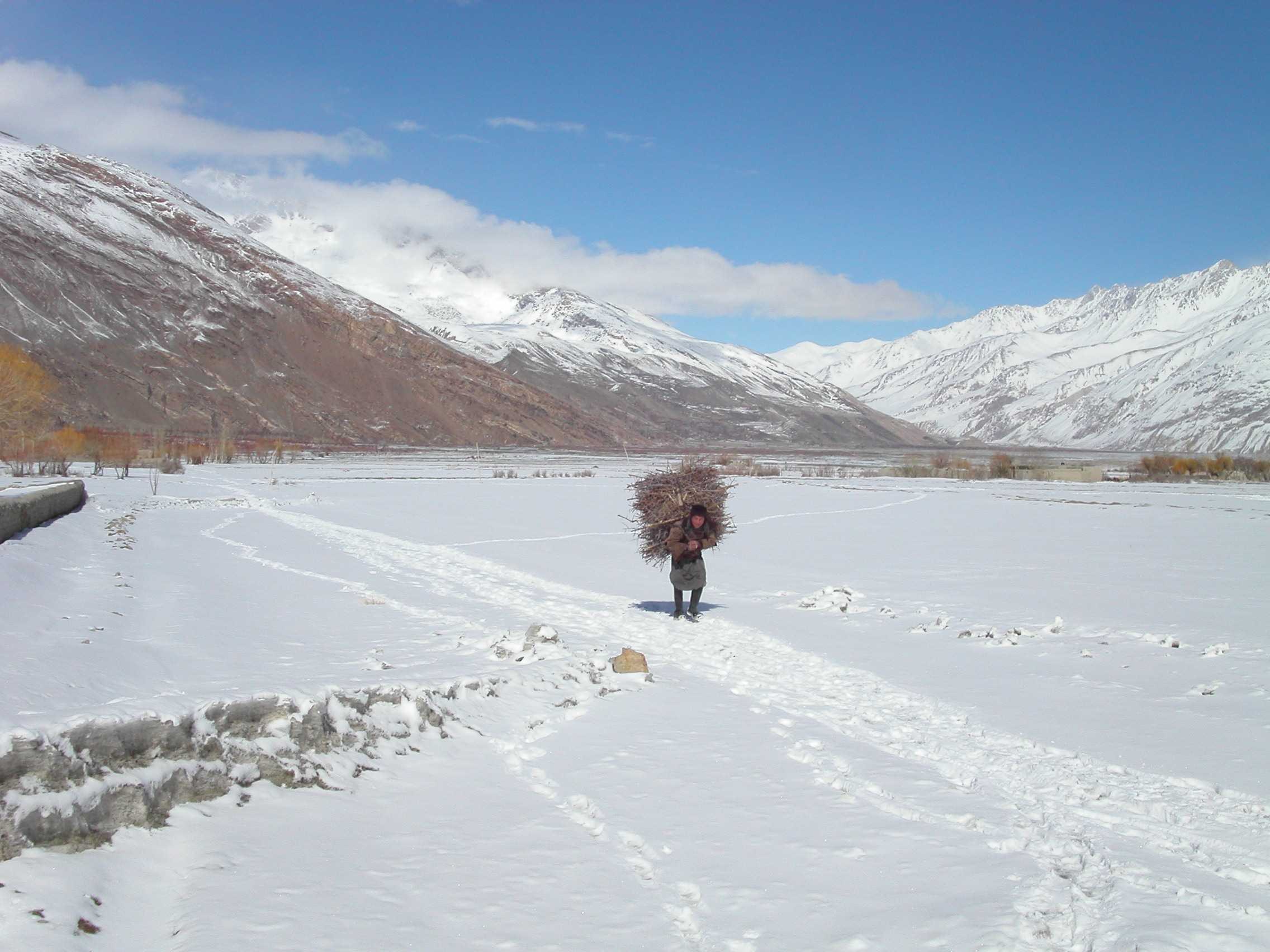
Paisagem do Corredor de Wakhan

Wakhan ou Vakhan - em persa e pashtun, واخان em tajique:  Вахон - é uma região montanhosa do Afeganistão, parte das montanhas Pamir e do Caracórum. O distrito de Wakhan integra a província de Badaquistão. A região de Wakhan é escassamente povoada, com cerca de 10600 habitantes. A língua habitual é o vakhi ou wakhi, falada pelo grupo étnico conhecido pelo mesmo nome. Vivem na região também alguns nómadas quirguizes.

## Geografia
.

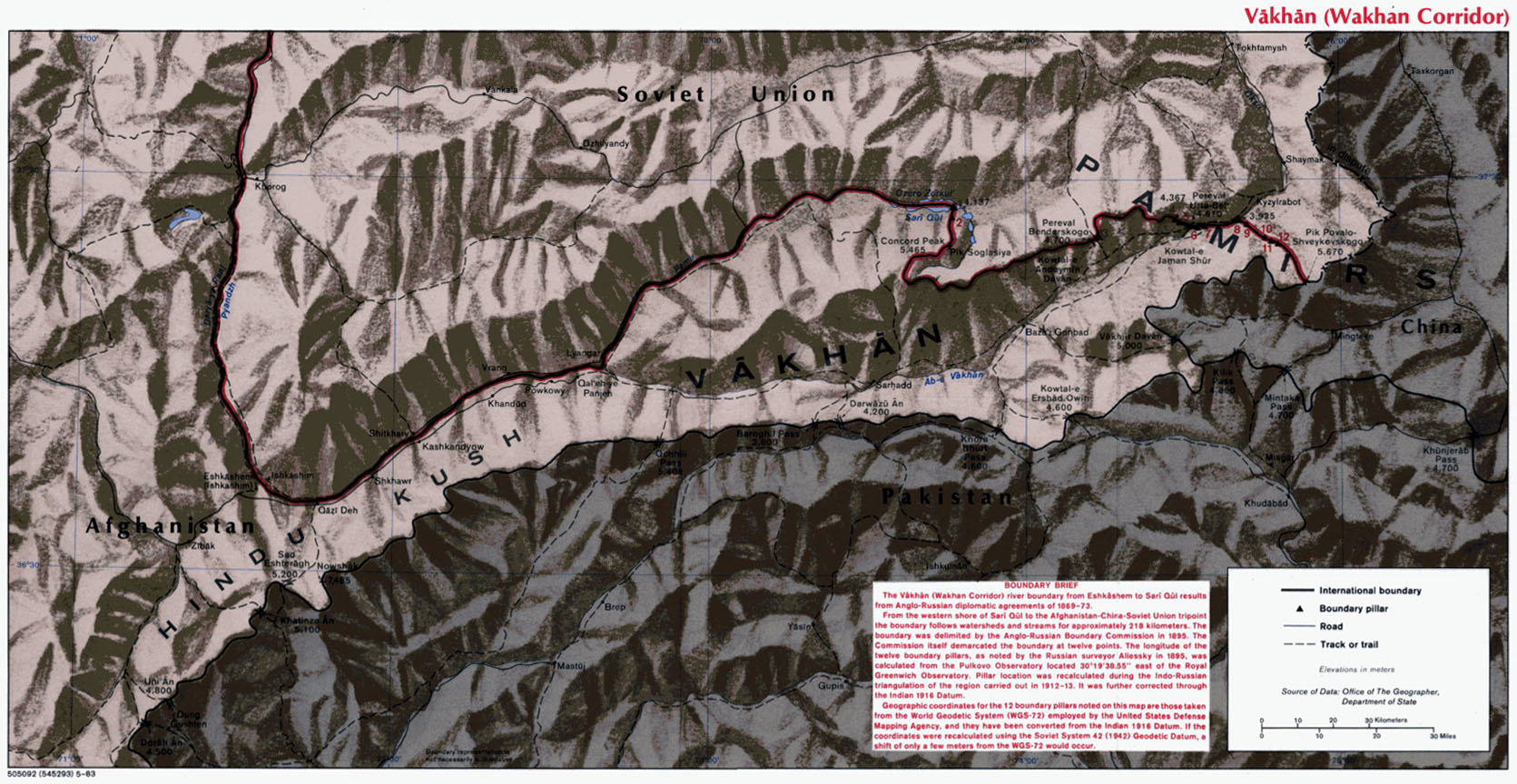
Relevo da região de Wakhan

Na região de Wakhan nasce o rio Amu Dária (o rio Oxo). Foi antiga antiga rota de passagem de viajantes entre Badakshan e a Bacia do Tarim. Até 1883 a região de Wakhan incluía o vale do rio Panj e do rio Pamir, bem como o curso superior do rio Panj ligado ao rio Wakhan. Um acordo de 1873 entre Reino Unido e Rússia repartiu Wakhan delimitando esferas de influência para os dois estados, nos rios Panj e Pamir, e um acordo entre Grã-Bretanha e Afeganistão em 1893 confirmava a nova fronteira. Desde então, o nome de Wakhan é referido geralmente à região a sul dois dois rios, na parte afegã. A parte a norte do Wakhan histórico é agora parte da Província Autónoma de Gorno-Badaquistão do Tajiquistão.
A única estrada para Wakhan liga Ishkashim, passando Qila-e Panja, até Sarhad-e Broghil. Chega no final ao passo de Wakhjir, um passo de montanha na fronteira Afeganistão-China, encerrado a viajantes.
A parte ocidental de Wakhan, entre Ishkashim e Qila-e Panja, é conhecida como Baixo Wakhan, e inclui o vale do rio Panj. Os vales do rio Wakhan, rio Pamir e dos seus afluentes, e as terras entre eles, são conhecidos como Alto Wakhan.
O extremo oriental do Alto Wakhan denomina-se Pamir Knot, área onde as grandes cordilheiras e montanhas do Himalaia, Tian Shan, Caracórum, Kunlun e Indocuche se encontram. O oeste do Pamir Knot é o Pequeno Pamir, um vale largo de 100 km de comprimento e 10 km de largura que contém o lago Chaqmaqtin e onde nasce o rio Aksu ou rio Murghab. No extremo oriental do Pequeno Pamir está o vale Tegermansu, onde fica o passo Tegermansu (4827 m) que liga à China. O Grande Pamir é um vale de 60 km a sul do lago Zorkul, banhado pelo rio Pamir, e situa-se a noroeste do Pequeno Pamir.

## História
Em 22 de novembro de 1963, China e Afeganistão, assinaram em Pequim o tratado de limites entre a República Popular da China e o Reino do Afeganistão. Esse tratado liquidava o litígio territorial sobre Wakhan controlado pelos afegãos na fronteira entre a província de Badaquistão, no Afeganistão, e a Região Autônoma Uigur de Sinquião, na China.